# Nedjeljko Mihanović
dr. Nedjeljko Mihanović (Sitno Donje kod Splita, 16. veljače 1930. - Zagreb, 27. siječnja 2022.), hrvatski književnik i političar.
Nedjeljko Mihanović doktorirao je filologiju na Filozofskom fakultetu u Zagrebu.
Aktivan znanstveni rad obilježen mu je objavljivanjem eseja, kritika, bibliografskih i leksikografskih priloga, te priređivanjem kritičkih izdanja djela hrvatskih pisaca.
Član suradnik je Hrvatske akademije znanosti i umjetnosti.
Član je Matice hrvatske i član Uredničkog odbora biblioteke Stoljeća hrvatske književnosti koja djeluje unutar te kulturne institucije.

## Politička karijera
Obnašao je dužnost ministra prosvjete i kulture Republike Hrvatske 1992. godine. Zastupnik je Hrvatske demokratske zajednice u Saboru Republike Hrvatske od 1992. – 1999.
Tijekom drugog saziva Hrvatskog sabora od 24. svibnja 1994. do završetka mandata 28. studenog 1995. postaje predsjednik Zastupničkog doma i predsjednik Sabora Republike Hrvatske U prvom i drugom sazivu Sabora bio je predsjednikom saborskog Odbora za naobrazbu i znanost.
Bio je od 1997. – 1999. glavni urednik časopisa Državnost.
Godine 2000. odlazi u mirovinu.
Preminuo je u Zagrebu 27. siječnja 2022. godine u 92. godini života.

## Vanjske poveznice
Hrvatski sabor